# Whale du Connecticut (LNHF)
Pour les articles homonymes, voir Whale du Connecticut.
Le Whale du Connecticut, (en anglais Connecticut Whale ce qui signifie baleine du Connecticut),est une équipe professionnelle de hockey sur glace féminin située à Stamford, aux États-Unis et jouant dans la Ligue nationale féminine de hockey. Fondée en 2015 lors de la création de la ligue, l'équipe disputait ses matchs à domicile sur la patinoire Terry Conners, également à Stamford.
Le nom et les couleurs de l'équipe sont un hommage à l'ancienne équipe de Ligue Nationale de Hockey (et de l'Association Mondiale de Hockey) connu sous le nom des Whalers de Hartford.

## Historique
Pour sa première saison, le Whale joue ses matchs à domicile dans le complexe sportif Chelsea Piers, à Stamford, avant de déménager la saison suivante.
L'équipe est la deuxième à porter le nom du Whale de Connecticut, la première étant l'équipe de Ligue américaine de hockey à présent nommé le Wolf Pack de Hartford.
Parmi les premiers contrats signés à l'inter-saison 2015, le Whale propose un contrat à la joueuse Kaleigh Fratkin le 1er juillet 2015; elle devient ainsi la première joueuse canadienne à signer en LNHF.
Le Whale joue son premier match de son histoire contre les Riveters de New York, le 11 octobre 2015. C'est également le tout premier match de la nouvelle Ligue nationale féminine de hockey et il se joue à guichet complet. Le Whale s'impose 4 à 1, avec un premier but dans l’histoire de la franchise et de la ligue inscrit par Jessica Koizumi. Kelli Stack marque également un but et deux assistances, ce qui en fait la première à enregistrer un match à multi-points. La gardienne de but Jaimie Leonoff est créditée de la victoire et reçoit la première étoile du match. Stack reçoit la seconde étoile et Kelly Babstock, qui devient la première joueuse canadienne à inscrire un but en LNHF, reçoit la troisième étoile.
Le Whale du Connecticut remporte ses trois premiers matchs de son histoire avec trois gardiennes de buts différentes : Jaimie Leonoff, Chelsea Laden et Nicole Stock qui joue son premier match depuis 5 ans et remporte la troisième victoire.
Avant la seconde saison, le Whale déménage dans le complexe Northford Ice Pavilion à North Branford, toujours dans le Connecticut.
Avant la troisième saison, l'équipe déménage à nouveau cette fois dans la patinoire Terry Conners, située dans le Parc de Cove Island, à Stamford.

## Bilans par saisons
| Saison    | PJ | V  | D  | DP | BP | BC | Pts | Classement | Séries éliminatoires      |
| --------- | -- | -- | -- | -- | -- | -- | --- | ---------- | ------------------------- |
| 2015-2016 | 18 | 13 | 5  | 0  | 61 | 51 | 26  | 2e place   | 1-2 Beauts de Buffalo     |
| 2016-2017 | 18 | 5  | 12 | 1  | 60 | 77 | 11  | 4e place   | 2-8 Pride de Boston       |
| 2017-2018 | 16 | 3  | 11 | 2  | 26 | 55 | 8   | 4e place   | 0-5 Metropolitan Riveters |
| 2018-2019 | 16 | 2  | 12 | 2  | 22 | 64 | 6   | 5e place   | 2-5 Metropolitan Riveters |

## Personnalités

### Joueuses

#### Capitaines
- 2015 - 2016: Jessica Koizumi[7]
- 2016 : Molly Engstrom
- 2017 - 2018 : Sam Faber[8]
- 2018 - 2019 : Emily Fluke[9]
- 2019 - En cours : Shannon Turner[10]

#### Joueuse notable
Kelli Stack : record de la franchise en nombre de buts.

#### Choix de premier tour
Ce tableau permet de présenter le premier choix de l'équipe lors du repêchage d'entrée de la LNHF qui a lieu chaque année depuis 2015.
| Année | Joueuse             | Choix       | Équipe junior                      |
| ----- | ------------------- | ----------- | ---------------------------------- |
| 2015  | Hannah Brandt       | 2e au total | Golden Gophers du Minnesota (NCAA) |
| 2016  | Dani Cameranesi     | 3e au total | Golden Gophers du Minnesota (NCAA) |
| 2017  | Sam Brown           | 5e au total | Bears de Brown (NCAA)              |
| 2018  | Melissa Samoskevich | 2e au total | Bobcats de Quinnipiac (NCAA)       |

### Dirigeants

#### Entraineurs chefs
- 2015 - janv. 2015 : Jake Mastel
- Janv. 2015 - 2017 : Heather Linstad
- 2017 - Sept. 2019 : Ryan Equale[12]
- Sept. 2019 - En cours : Colton Orr[13]

#### Directeurs généraux
| N° | Nom              | Engagement    | Départ        | Remarques                                                           |
| -- | ---------------- | ------------- | ------------- | ------------------------------------------------------------------- |
| 1  | Chris Ardito     | 2015          | Août 2015     |                                                                     |
| 2  | Harry Rosenholtz | Août 2015     | Décembre 2015 |                                                                     |
| 3  | George Speirs    | Décembre 2015 | Février 2015  | Poste assuré en intérim par le directeur des opérations de la ligue |
| 4  | Lisa Giovanelli  | Février 2015  | 2019          |                                                                     |
| 4  | Bray Ketchum     | 2019          | En cours      |                                                                     |